# 화당초등학교
화당초등학교는 대한민국 충청북도 제천시에 있는 공립 초등학교이다.

## 학교 연혁
- 1934년 5월 1일: 설립 인가
- 1936년 5월 1일: 덕동간이학교 개교
- 1946년 4월 1일: 덕동국민학교 승격 인가
- 1946년 11월 1일: 화당리로 교사 이전
- 1953년 6월 10일: 화당국민학교로 개칭
- 1955년 4월 1일: 덕동분교장 설립인가

## 참고 자료
- 화당초등학교 - 한국교육학술정보원 학교알리미